# Classe Georges Leygues
Pour l'homme politique, voir Georges Leygues.
La classe Georges Leygues (ou type F70) est une classe de sept frégates de lutte anti-sous-marine (ASM) de la Marine nationale, admises au service actif entre 1979 et 1990, en remplacement des escorteurs d'escadre modifiés ASM. Après le retrait de la Classe Tourville (F67), elles deviennent les seules frégates ASM de la Marine nationale, avant d'être progressivement remplacées par les frégates multi-missions de la classe Aquitaine à partir de 2012. A leur origine, ces frégates étaient classées corvettes ASM.

## Historique
En 1962-1963, 9 avisos-escorteurs de la classe Commandant Rivière de 2 170 tonnes sont mis en service et ne seront désarmés que dans les années 1990. Bâtiment de transition avant l'arrivée de ceux de la classe Georges Leygues ;  l'Aconit (type F65) de 3 875 tonnes est mis en service en 1970. Les frégates de  classe Georges Leygues annoncent des changements majeurs, notamment avec les possibilités induites par l'hélicoptère ASM Lynx : « Un bâtiment seul face à un sous-marin n'a aucune chance. C'est la dualité entre l'hélicoptère et la frégate qui permet d'avoir au moins l'égalité, voire l'avantage », déclare le capitaine de vaisseau Luc-Marie Lefebvre, commandant le Montcalm. Ainsi, la classe forme la composante intermédiaire d'un dispositif ASM de surface, aux côtés des 3 frégates de classe Tourville et des 9 avisos de classe d'Estienne d'Orves . En particulier, l'État-major peut compter sur 8 frégates ASM : 5, basées à Brest, accompagnent principalement la sortie des SNLE de la Force océanique stratégique de la base de l'Île Longue ; 3 autres, basées à Toulon, assurent la protection du groupe aéronaval de l'aviation navale embarquée.

## Caractéristiques

### Navigation
Les navires de la classe Georges Leygues sont équipés de deux centrales de navigation inertielle SIGMA 40 créées par Sagem. 

### Équipements militaires
À leur lancement toutes les frégates sont armées d'un canon de calibre 100 mm Mod. 1968 CADAM, de 2 canons antiaériens de calibre 20 mm Oerlikon Mk 10 Mod. 23, de 2 mitrailleuses de calibre 12,7 mm et de 2 catapultes fixes pour torpilles anti-sous-marines L 5 mod 4 (10 torpilles). En revanche le type de missiles antinavires Exocet et le système-aérien Crotale évolue au gré des lancements. La D640 et la D641 sont armés de 4 missiles antinavires MM38 Exocet (4 MM38), les D642, D644, D645 et D646 reçoivent 2 systèmes de 4 missiles MM40 Exocet (8 MM40) enfin la D643 est armée de 4 systèmes de 2 missiles MM40 Exocet (8 MM40). Les quatre premières frégates lancées sont équipées d'un système antiaérien Crotale avec 8 missiles sur rampes (26 Crotale), les D644, D645 et D646 reçoivent une version améliorée le Crotale EDIR. Toutes embarquent deux hélicoptères Westland Lynx.
Le Lynx fait l'objet d'une refonte pour tenir jusqu'à la fin d'activité de cette classe de frégates. 
Le Lynx N° 273 livré à la Marine Nationale en 2015 est le premier HAS.2 rénové par l'AIA (Atelier Industriel de l'Aéronautique) de Cuers. Les équipements ajoutés sont un GPS civil et un GPS militaire, une radio HF/BLU portant jusqu'à 1000 nautiques, une liaison de données L11 cryptée, un système d'identification des navires (AIS), un système d'identification ami/ennemi des aéronefs (IFF) et une balise de détresse autonome.
Dans le cadre du marché ACORES notifié par la DGA, la société RTsys met à niveau à partir de l’été 2017 les sonars analogiques des frégates Primauget, La Motte-Picquet et Latouche-Tréville,,. Le signal reçu par le sonar est soumis  à un traitement numérique, sans modifier ses émetteurs et transducteurs. Le traitement numérisé du signal améliore les possibilités de détection et d'identification et l'interface fournit une capacité d'alerte anti-torpille.
Par ailleurs, les premiers appontages automatiques  d'un drone Camcopter S-100 sur le Montcalm, ont lieu les 9 et 10 octobre 2008.

## Fin de service et remplacement
Les deux frégates les plus récentes de la classe Georges Leygues sont conservées en service jusqu'en 2020 et 2022. Les premières unités de la Classe Aquitaine sont mises en service en 2013 à raison d'une tous les 12 mois et remplacent au fur et à mesure les 2 frégates classe Tourville et les 7 frégates classe Georges Leygues, en commençant par les plus anciennes ou les plus usées.

## Galerie

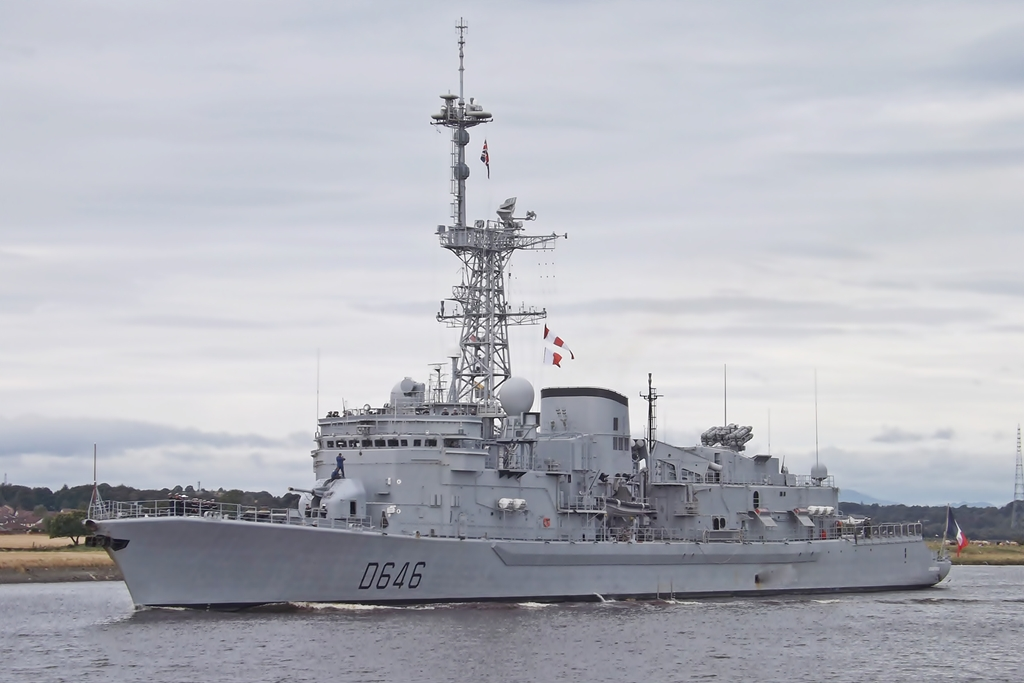
Latouche-Tréville.
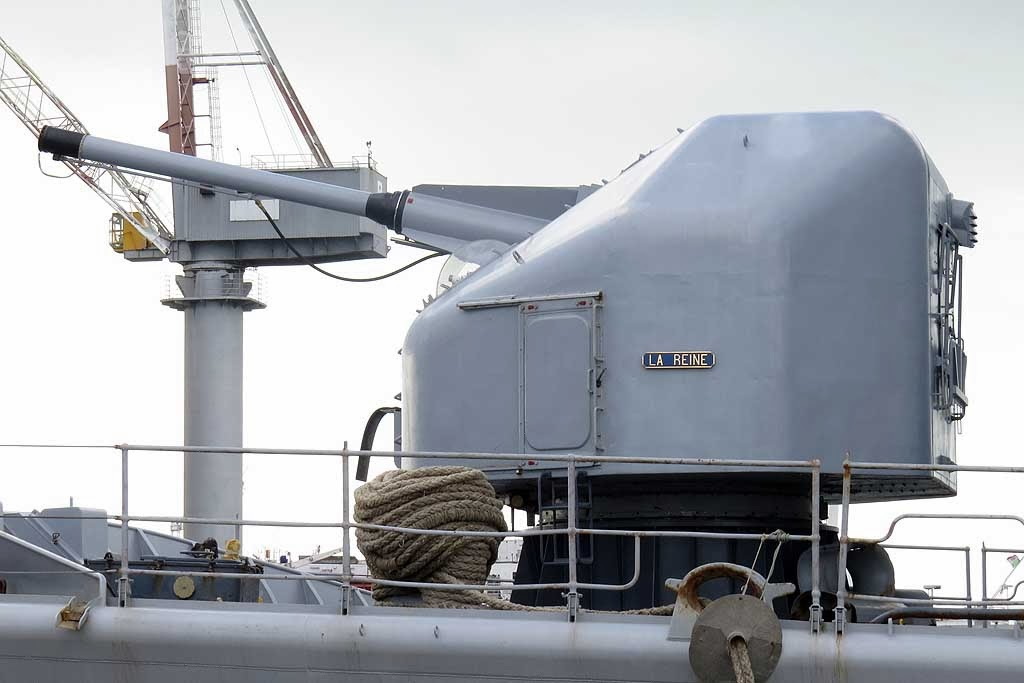
Tourelle de 100 mm sur le Montcalm.
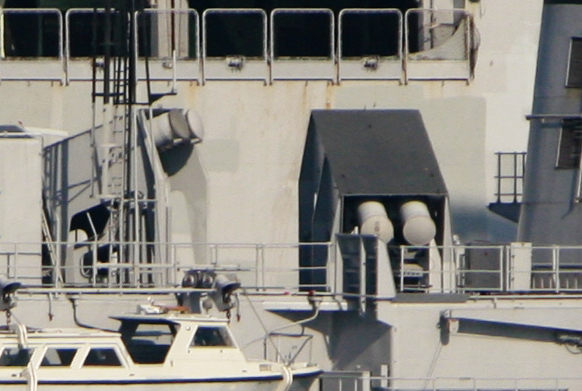
Lance-missiles Exocet sur le Primauget.
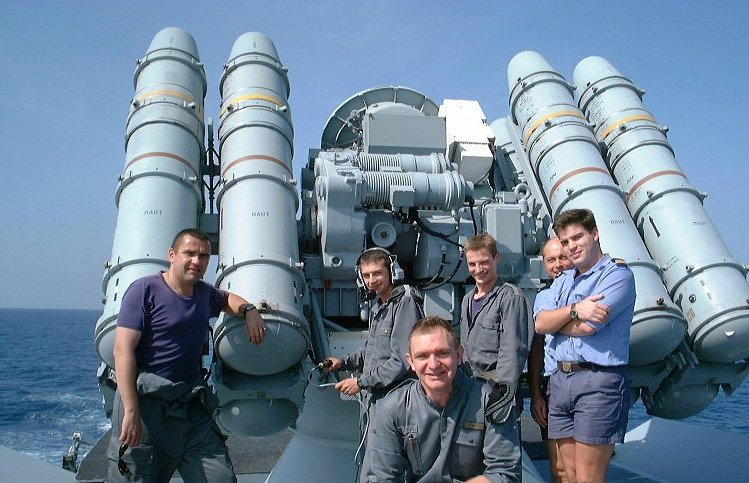
Lance-missiles Crotale sur le La Motte-Picquet.
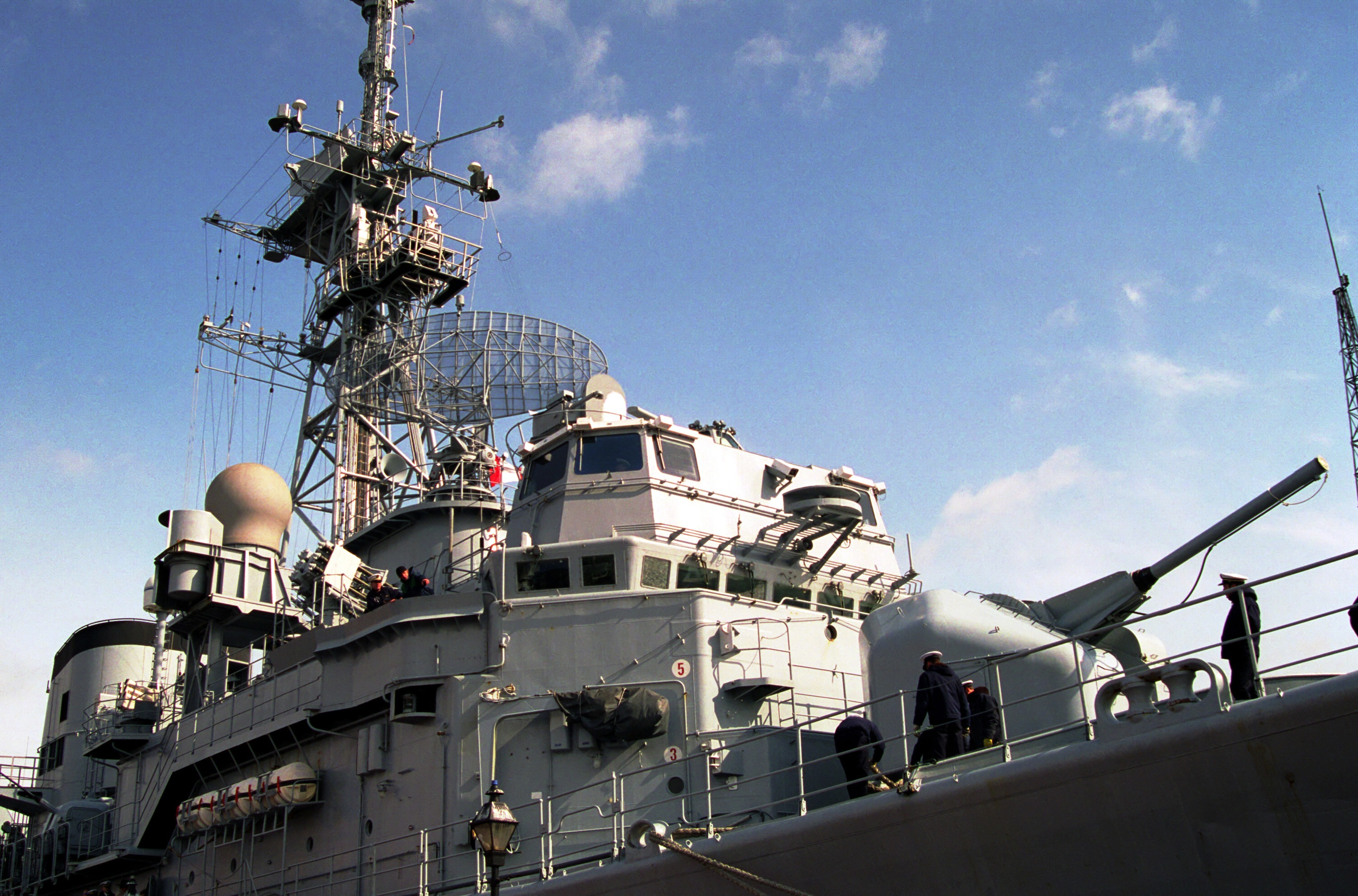
Abri de défense à vue et lance-missiles Sadral sur le Jean de Vienne.
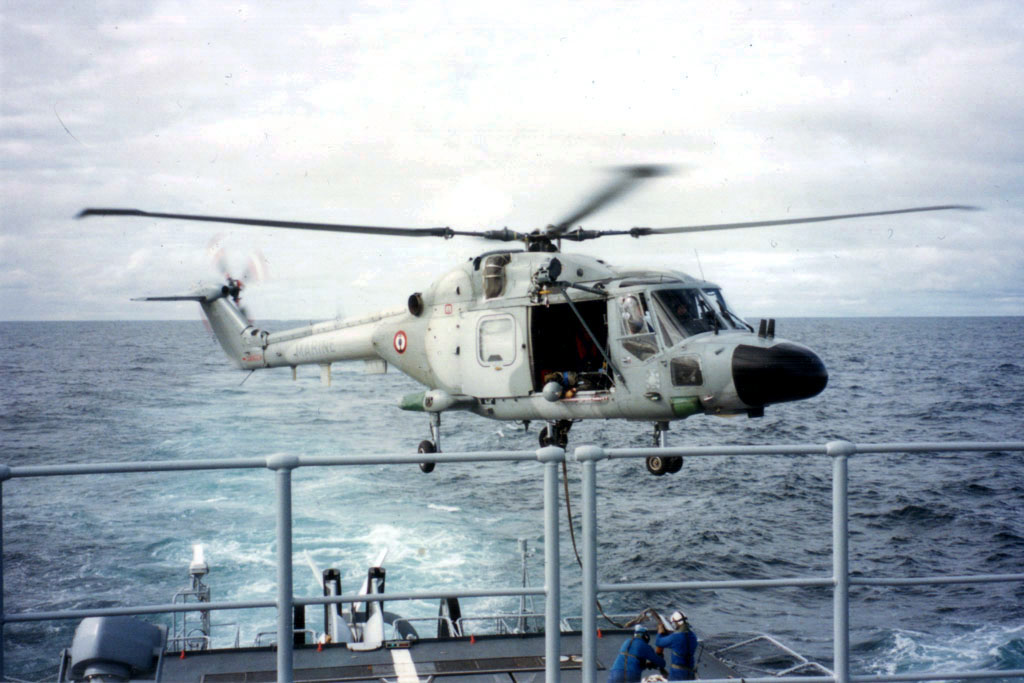
Hélicoptère WG-13 Lynx sur le Latouche-Tréville.
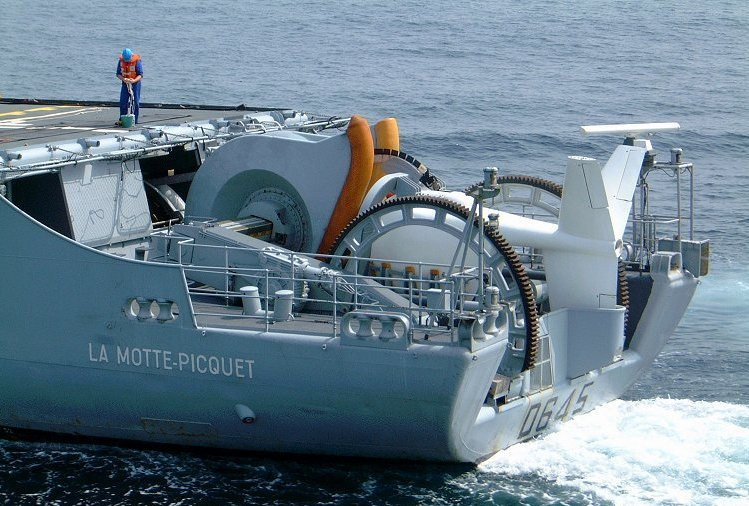
Sonar remorqué à immersion variable et son poisson sur le La Motte-Picquet.
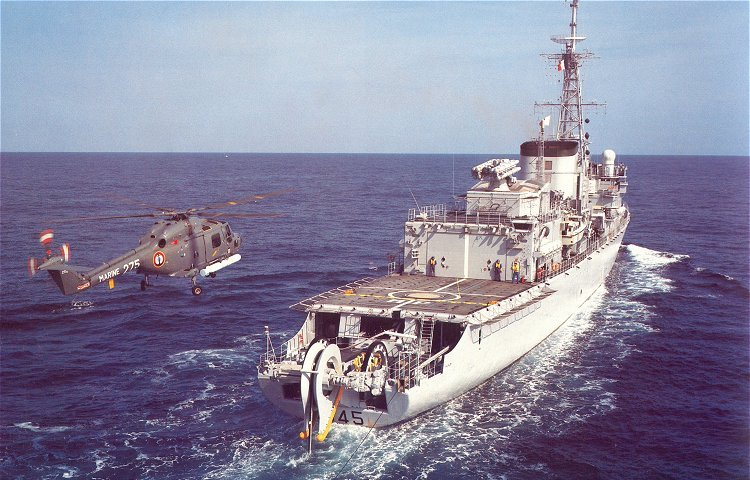
Déploiement du sonar remorqué et hélicoptère en approche sur le La Motte-Picquet
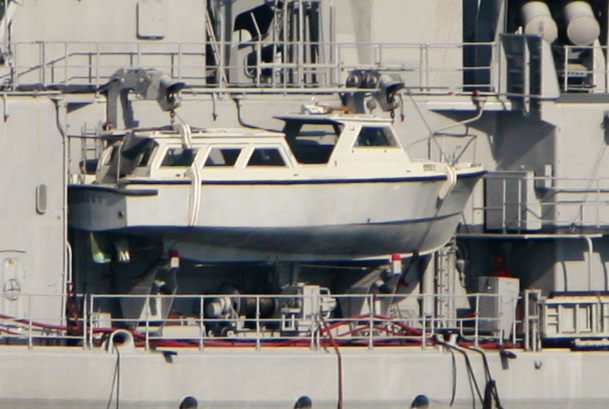
Embarcation sur le Primauguet.

## Navires de la classe Georges Leygues
| Indicatif visuel | Nom               | Mise sur cale     | Mise à l'eau     | Mise en service  | Désarmement     | Base navale | Destination |
| ---------------- | ----------------- | ----------------- | ---------------- | ---------------- | --------------- | ----------- | --- |
| D640             | Georges Leygues   | 16 septembre 1974 | 17 décembre 1976 | 10 décembre 1979 | 30 juillet 2013 | Brest       | Brise-lames à Lanvéoc-Poulmic (2014-2024) ; démantèlement programmé à Bassens (2024).                                                           |
| D641             | Dupleix           | 17 octobre 1975   | 2 décembre 1978  | 13 juin 1981     | 16 juin 2015    | Toulon      | Brise-lames à Saint-Mandrier, depuis juin 2016.                                                                                                 |
| D642             | Montcalm          | 5 décembre 1975   | 31 mai 1980      | 28 mai 1982      | 3 juillet 2017  | Toulon      | En attente de démantèlement à Toulon (2018-2024) ; démantèlement programmé à Bassens (2024).                                                    |
| D643             | Jean de Vienne    | 26 octobre 1979   | 17 novembre 1981 | 25 mai 1984      | 11 juin 2018    | Toulon      | En attente de démantèlement à Toulon (2019-2024) ; démantèlement programmé à Bassens (2024).                                                    |
| D644             | Primauguet        | 17 novembre 1981  | 17 mars 1984     | 5 novembre 1986  | 1er avril 2019  | Brest       | En attente de démantèlement à Brest (2019-2020) ; Cimetière des navires de Landévennec (2020-2024) ; Brise-lames à Lanvéoc-Poulmic depuis 2024. |
| D645             | La Motte-Picquet  | 12 février 1982   | 6 février 1985   | 18 février 1988  | 13 octobre 2020 | Brest       | En attente de démantèlement à Brest depuis mai 2020.                                                                                            |
| D646             | Latouche-Tréville | 15 février 1984   | 19 mars 1988     | 16 juillet 1990  | 15 juin 2022    | Brest       | En attente de démantèlement à Brest depuis avril 2023.                                                                                          |